# Pogoń Poznań
KS Pogoń Poznań – wielosekcyjny klub sportowy z siedzibą w Poznaniu, założony w 1913. 

## Piłka nożna

### Historia
Klub powstał pod nazwą "Trytonia", ale jeszcze w tym samym roku zmienił nazwę na bardziej swojsko brzmiącą "Pogoń". Przed I wojną światową i w czasie jej trwania drużyna Pogoni rozgrywała towarzyskie spotkania z istniejącymi wtedy zespołami polskimi: Posnanią, Spartą, Unią i Wartą Poznań, Fervorem Kościan, Stellą Gniezno i innymi.
W 1919 roku Pogoń wzięła udział w pierwszych w wolnej Polsce mistrzostwach okręgu, w których zajęła ostatnie (5) miejsce ulegając Unii Poznań, Warcie Poznań, Posnanii Poznań i Ostrovii Ostrów Wielkopolski. Od 1921 roku uczestniczyła w rozgrywkach klasy A, zajmując przez kilka lat czołowe lokaty (2-5), by wreszcie w 1928 roku sięgnąć po tytuł mistrza. Dał on Pogoni prawo ubiegania się o wejście do I ligi, ale w rozgrywkach kwalifikacyjnych nie odniosła sukcesu. Do I ligi dokooptowano Cracovię, a eliminacje wygrał Śląsk Świętochłowice. W następnych latach grała z różnym powodzeniem w kl. A i kl. B. Dobre wyniki uzyskiwała Pogoń w meczach towarzyskich. Np. w 1922 uległa minimalnie ówczesnemu wicemistrzowi Polski - Polonii Warszawa 2-4 i zremisowała z Łódzkim Towarzystwem Sportowo-Gimnastycznym 1-1, w 1923 roku zremisowała z Warszawianką 4-4, a w 1925 roku pokonała dwie niemieckie drużyny "Ostmark" 4-0 i VF Leibesubungen 1-0 obie z Wolnego Miasta Gdańska, a w 1927 roku wygrała z trzecią drużyną w Polsce - miejscową Wartą 3-2. Wielu zawodników Pogoni występowało w reprezentacji miasta Poznania bądź okręgu poznańskiego, między innymi Kazimierz Śmiglak.
Po wznowieniu działalności sportowej w 1945 roku drużyna Pogoni nie odgrywała już większej roli, a w 1947 nastąpiła fuzja z Kolejorzem.
W 1946 roku 200. mecz w barwach Pogoni rozegrał Józef Walkowiak.

### Pogoń w eliminacjach o awans do I ligi
| sezon | Grupa             | Miejsce I  | Miejsce II   | Miejsce III   | Miejsce IV        |
| 1928  | eliminacje gr. 1. | ŁTS-G Łódź | Pogoń Poznań | Ruch Warszawa | Polonia Bydgoszcz |
| ----- | ----------------- | ---------- | ------------ | ------------- | ----------------- |

Finał : 1. Garbarnia Kraków, 2. ŁTS-G Łódź, 3. Polonia Przemyśl.

## Inne sekcje
- lekkoatletyka - w 1922 r. na stadionie Pogoni przy ul. J.J. Śniadeckich powstała pierwsza w Poznaniu bieżnia o nawierzchni żużlowej.
- łyżwiarstwo